# Вилаш-Боаш (Вила-Флор)
Вилаш-Боаш (порт. Vilas Boas) — населённый пункт и район в Португалии, входит в округ Браганса. Является составной частью муниципалитета Вила-Флор. По старому административному делению входил в провинцию Траз-уж-Монтиш и Алту-Дору. Входит в экономико-статистический субрегион Доуру, который входит в Северный регион. Население составляет 715 человек на 2001 год. Занимает площадь 28,57 км².